# Peter (Utah)
Peter statisztikai település az USA Utah államában, Cache megyében. Lakosainak száma 623 fő (2020. április 1.).

## Népesség
A település népességének változása:

| 2010 | 324 |
| 2020 | 623 |